# Hovhannes Davtyan
Hovhannes Davtyan (em armênio/arménio:  Հովհաննես Դավթյան; Leninakan, 25 de novembro de 1983) é um judoca armenio.
Participou dos Jogos Olímpicos de Verão de 2008 em Pequim e dos Jogos Olímpicos de Verão de 2012 em Londres, mas não obteve medalha em nenhuma das edições.